# Guerrero
Guerrero è uno Stato del Messico situato nella parte sud-occidentale del paese. Confina a ovest con lo Stato del Michoacán, a sud-ovest con l'oceano Pacifico, a est con lo Stato dell'Oaxaca, a nord con gli Stati di Morelos e Puebla.
Il nome deriva da Vicente Guerrero, un eroe della guerra di indipendenza. Lo Stato fu costituito nel 1849 unendo i territori costieri degli Stati di Mexiko e Puebla.
La sua capitale è Chilpancingo ('Ciudad Bravo'), altre città note sono Acapulco e l'antica città mineraria di Taxco.
L'economia dello Stato è fondamentalmente basata sul turismo. Si contraddistingue per una forte criminalità.

## Storia

### La creazione dello Stato
Nel novembre 1810 José María Morelos si unì alle sue truppe con l'intento di erigere una provincia nel Sud del paese, chiamata Nostra Signora di Guadalupe di Tecpan con i territori dei comuni di Puebla, Messico e Valladolid; ma con il declino della campagna Morelos il progetto venne dimenticato.
La situazione rimase tale fino al 1823, nella seconda assemblea costituente quando Nicolás Bravo e Vicente Guerrero recuperarono l'idea di Morelos; la creazione dello Stato del Sud, che avrebbe avuto lo stesso territorio della Capitaneria Generale del Sud, ma il Congresso respinse la proposta, istituendo il Comando Militare Sud, con sede a Chilpancingo.
Vicente Guerrero morì fucilato a Cuilapan, Oaxaca, il 14 febbraio 1831, per questo nel 1833 diversi deputati (tra cui il futuro presidente Benito Juarez) supportati da Juan Alvarez e Nicolas Bravo, chiesero la creazione dello Stato di Guerrero, e il cambio di nome di Cuilapan a Guerrerotitlán ma la proposta non venne approvata.
Il 15 maggio 1849 il presidente José Joaquín de Herrera espresse al Congresso l'intenzione di creare lo Stato di Guerrero, nel territorio degli Stati di Michoacán, Puebla e Messico. Il disegno di legge venne approvato dalla Camera dei deputati il 20 ottobre e dal Senato il 26 ottobre.
Il 27 ottobre 1849 in una seduta solenne del Congresso, venne dichiarato legalmente costituito lo Stato libero e sovrano di Guerrero, e venne nominato il generale Juan Álvarez come comandante generale.

## Economia

### Turismo
Il turismo è l'attività economica principale della regione che impiega oltre 140 000 persone e crea 30 689 750 pesos di PIL.
I principali centri turistici nello Stato sono Taxco, Guerrero, Zihuatanejo e Acapulco. Le località sono molto popolari a causa della loro vicinanza a Città del Messico.
Per fare un esempio durante la Settimana Santa (dal 5 al 12 aprile) del 1998, Acapulco ha superato i 6 milioni di turisti e 2,3 milioni di dollari di guadagni. Gli hotel della zona hanno una media turistica di 180 giorni l'anno (per le città di Acapulco e Ixtapa) mentre negli altri luoghi (come Taxco) il turismo è più concentrato nei fine settimana. La permanenza media nelle zone turistiche di Acapulco e Ixtapa Guerrero è quattro notti, mentre per Taxco è una.

## Società

### Evoluzione demografica
Abitanti censiti (in migliaia)

## Geografia antropica

### Suddivisioni amministrative
Lo Stato di Guerrero è suddiviso in 81 comuni (Municipalidades):
| Codice INEGI | Municipio                         | Capoluogo municipale       | Data di creazione | Popolazione (2010) | Area (km²)  |
| ------------ | --------------------------------- | -------------------------- | ----------------- | ------------------ | ----------- |
| 001          | Acapulco de Juárez                | Acapulco de Juárez         |                   | 789 971            | 1 724,64    |
| 002          | Ahuacuotzingo                     | Ahuacuotzingo              |                   | 26 858 (*)         | 870,79 (*)  |
| 003          | Ajuchitlán del Progreso           | Ajuchitlán                 |                   | 38 203             | 1 967,04    |
| 004          | Alcozauca de Guerrero             | Alcozauca de Guerrero      |                   | 18 971             | 466,92      |
| 005          | Alpoyeca                          | Alpuyeca                   |                   | 6 637              | 102,66      |
| 006          | Apaxtla                           | Apaxtla de Castrejón       |                   | 12 389             | 626,57      |
| 007          | Arcelia                           | Arcelia                    |                   | 32 181             | 781,51      |
| 008          | Atenango del Río                  | Atenango del Río           |                   | 8 390              | 567,39      |
| 009          | Atlamajalcingo del Monte          | Atlamajalcingo del Monte   |                   | 5 706              | 141,59      |
| 010          | Atlixtac                          | Atlixtac                   |                   | 26 341             | 576,41      |
| 011          | Atoyac de Álvarez                 | Atoyac de Álvarez          |                   | 61 316             | 1 440,38    |
| 012          | Ayutla de los Libres              | Ayutla de los Libres       |                   | 62 690             | 1 046,15    |
| 013          | Azoyú                             | Azoyu                      |                   | 14 429             | 394,79      |
| 014          | Benito Juárez                     | San Jerónimo de Juárez     |                   | 15 318 (*)         | 274,71 (*)  |
| 015          | Buenavista de Cuéllar             | Buenavista de Cuéllar      |                   | 13 286 (*)         | 305,06 (*)  |
| 016          | Coahuayutla de José María Izazaga | Coahuayutla de Guerrero    |                   | 13 025             | 2 607,04    |
| 017          | Cocula                            | Cocula                     |                   | 14 707             | 445,70      |
| 018          | Copala                            | Copala                     |                   | 13 636             | 299,86      |
| 019          | Copalillo                         | Copalillo                  |                   | 14 456             | 726,64      |
| 020          | Copanatoyac                       | Copanatoyac                |                   | 18 855             | 306,79      |
| 021          | Coyuca de Benítez                 | Coyuca de Benítez          |                   | 73 460             | 1 809,49    |
| 022          | Coyuca de Catalán                 | Coyuca de Catalán          |                   | 42 069             | 3 403,52    |
| 023          | Cuajinicuilapa                    | Cuajinicuilapa             |                   | 25 922             | 641,92      |
| 024          | Cualác                            | Cualac                     |                   | 7 007              | 239,80      |
| 025          | Cuautepec                         | Cuautepec                  |                   | 15 115             | 310,69      |
| 026          | Cuetzala del Progreso             | Cuetzala del Progreso      |                   | 9 166              | 378,24      |
| 027          | Cutzamala de Pinzón               | Cutzamala de Pinzón        |                   | 21 388             | 1 336,76    |
| 028          | Chilapa de Álvarez                | Chilapa de Álvarez         |                   | 120 790            | 752,67      |
| 029          | Chilpancingo de los Bravo         | Chilpancingo de los Bravo  |                   | 241 717            | 2 180,94    |
| 030          | Florencio Villarreal              | Cruz Grande                | 1899              | 20 175             | 290,68      |
| 031          | General Canuto A. Neri            | Acapetlahuaya              |                   | 6 301              | 256,83      |
| 032          | General Heliodoro Castillo        | Tlacotepec                 |                   | 36 586             | 1 703,76    |
| 033          | Huamuxtitlán                      | Huamuxtitlán               |                   | 14 393             | 286,79      |
| 034          | Huitzuco de los Figueroa          | Huitzuco                   |                   | 37 364             | 1 325,00    |
| 035          | Iguala de la Independencia        | Iguala de la Independencia |                   | 140 363            | 569,10      |
| 036          | Igualapa                          | Igualapa                   |                   | 10 815             | 189,63      |
| 037          | Ixcateopan de Cuauhtémoc          | Ixcateopan de Cuauhtémoc   |                   | 6 603              | 214,38      |
| 038          | Zihuatanejo de Azueta             | Zihuatanejo                |                   | 118 211            | 1 485,15    |
| 039          | Juan R. Escudero                  | Tierra Colorada            |                   | 24 634             | 409,07      |
| 040          | Leonardo Bravo                    | Chichihualco               |                   | 24 720             | 719,24      |
| 041          | Malinaltepec                      | Malinaltepec               |                   | 29 599             | 479,85      |
| 042          | Mártir de Cuilapán                | Apango                     |                   | 17 702             | 624,95      |
| 043          | Metlatonoc                        | Metlatonoc                 |                   | 18 976             | 610,35      |
| 044          | Mochitlán                         | Mochitlán                  |                   | 11 376             | 522,17      |
| 045          | Olinalá                           | Olinalá                    |                   | 24 723             | 705,71      |
| 046          | Ometepec                          | Ometepec                   |                   | 67 641 (*)         | 609,35 (*)  |
| 047          | Pedro Ascencio Alquisiras         | Ixcapuzalco                |                   | 6 978              | 294,64      |
| 048          | Petatlán                          | Petatlán                   |                   | 44 979             | 1 987,66    |
| 049          | Pilcaya                           | Pilcaya                    |                   | 11 558             | 163,04      |
| 050          | Pungarabato                       | Ciudad Altamirano          |                   | 37 035             | 132,14      |
| 051          | Quechultenango                    | Quechultenango             |                   | 34 728             | 836,37      |
| 052          | San Luis Acatlán                  | San Luis Acatlán           |                   | 42 360             | 1 100,00    |
| 053          | San Marcos                        | San Marcos                 |                   | 48 501             | 1 158,47    |
| 054          | San Miguel Totolapan              | San Miguel Totolapan       |                   | 28 009             | 2 387,60    |
| 055          | Taxco de Alarcón                  | Taxco de Alarcón           |                   | 104 053            | 650,79      |
| 056          | Tecoanapa                         | Tecoanapa                  |                   | 44 079             | 697,78      |
| 057          | Tecpán de Galeana                 | Tecpán de Galeana          |                   | 62 071             | 2787.55     |
| 058          | Teloloapan                        | Teloloapan                 |                   | 53 769             | 1 009,65    |
| 059          | Tepecoacuilco de Trujano          | Tepecoacuilco de Trujano   |                   | 30 479             | 850,79      |
| 060          | Tetipac                           | Tetipac                    |                   | 13 128             | 219,49      |
| 061          | Tixtla de Guerrero                | Tixtla de Guerrero         |                   | 40 058             | 382,83      |
| 062          | Tlacoachistlahuaca                | Tlacoachistlahuaca         |                   | 21306              | 797,83      |
| 063          | Tlacoapa                          | Tlacoapa                   |                   | 9 967              | 277,61      |
| 064          | Tlalchapa                         | Tlalchapa                  |                   | 11 495             | 462,66      |
| 065          | Tlalixtaquilla de Maldonado       | Tlalixtaquilla             |                   | 7 096              | 116,51      |
| 066          | Tlapa de Comonfort                | Tlapa de Comonfort         |                   | 81 419             | 608,10      |
| 067          | Tlapehuala                        | Tlapehuala                 |                   | 21 819             | 281,87      |
| 068          | La Unión de Isidoro Montes de Oca | La Unión                   |                   | 25 712             | 1 748,50    |
| 069          | Xalpatláhuac                      | Xalpatlahuac               |                   | 11 726 (*)         | 393,60 (*)  |
| 070          | Xochihuehuetlán                   | Xochihuehuetlán            |                   | 7 079              | 273,92      |
| 071          | Xochistlahuaca                    | Xochistlahuaca             | 1850              | 28 839 (*)         | 464,89 (*)  |
| 072          | Zapotitlán Tablas                 | Zapotitlán Tablas          |                   | 10 516             | 229,26      |
| 073          | Zirándaro                         | Zirándaro de los Chávez    | 1907              | 18 206 (*)         | 2 145,6 (*) |
| 074          | Zitlala                           | Zitlala                    | 1850              | 22 721 (*)         | 301,36 (*)  |
| 075          | Eduardo Neri                      | Zumpango del Río           |                   | 46 158             | 1 257,38    |
| 076          | Acatepec                          | Acatepec                   |                   | 32 792             | 631,59      |
| 077          | Marquelia                         | Marquelia                  |                   | 12 912             | 210,22      |
| 078          | Cochoapa el Grande                | Cochoapa el Grande         |                   | 18 778             | 621,53      |
| 079          | José Joaquín de Herrera           | Hueycantenango             | 2003              | 17 661 (*)         | 133,41 (*)  |
| 080          | Juchitán                          | Juchitán                   |                   | 7 166              | 253,42      |
| 081          | Iliatenco                         | Iliatenco                  |                   | 10 522             | 237,09      |